# Caimito (Yauco)
Caimito es un barrio ubicado en el municipio de Yauco en el Estado Libre Asociado de Puerto Rico. En el Censo de 2010 tenía una población de 431 habitantes y una densidad poblacional de 105,93 personas por km².

## Geografía
Caimito se encuentra ubicado en las coordenadas 18°4′10″N 66°51′15″O / 18.06944, -66.85417. Según la Oficina del Censo de los Estados Unidos, Caimito tiene una superficie total de 4.07 km², de la cual 4.07 km² corresponden a tierra firme y (0.06%) 0 km² es agua.

## Demografía
Según el censo de 2010, había 431 personas residiendo en Caimito. La densidad de población era de 105,93 hab./km². De los 431 habitantes, Caimito estaba compuesto por el 82.83% blancos, el 6.5% eran afroamericanos, el 0.46% eran amerindios, el 7.19% eran de otras razas y el 3.02% pertenecían a dos o más razas. Del total de la población el 100% eran hispanos o latinos de cualquier raza.